# Wangpicheon
El río Wangpicheon (왕피천) es un río en el sureste de Corea del Sur. Fluye desde el condado de Yeongyang, provincia de Gyeongsang del Norte, pasa por el condado de Uljin y hacia el Mar del Japón, cubriendo una distancia de unos 61 km. Las cuencas de los ríos están actualmente designadas como áreas ecológicas y de conservación del paisaje. La cuenca de Wangpicheon cubre aproximadamente 513.71km2. Tiene excelente vegetación y paisajes naturales, y especies en peligro de extinción como la nutria, la cabra, el hwak y las plantas raras viven en el área. En el área del río Wangpicheon, el Festival Pirami (pez pequeño) se celebra anualmente en el área del condado de Uljin.